# Diastopora foliacea
Diastopora foliacea is een uitgestorven mosdiertjessoort uit de familie van de Plagioeciidae. De wetenschappelijke naam van de soort is voor het eerst geldig gepubliceerd in 1821 door Lamouroux.